# Tegosa tissoides
Tegosa tissoides är en fjärilsart som beskrevs av Hall 1928. Tegosa tissoides ingår i släktet Tegosa och familjen praktfjärilar. Inga underarter finns listade i Catalogue of Life.